# Muxe Dimacísio
Muxe Dimacísio (em armênio: Մուշ; romaniz.: Muš) foi um nobre armênio (nacarar) do século V, membro da família Dimacísio, ativo durante o reinado do xainxá Vararanes V (r. 420–438).

## Nome
O nome Muxe (Մուշ, Muš) tem origem desconhecida, mas deve estar etimologicamente relacionado ao nome da cidade homônima.

## Contexto

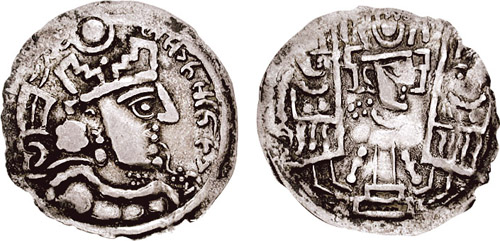
Dracma de r.

Em 428, os nacarares da Armênia peticionaram ao xainxá Vararanes V (r. 420–438) para que destronasse o rei Artaxias IV (r. 422–428) e abolisse a dinastia arsácida. Para governar o país, Vemir-Sapor foi nomeado como marzobã e e Vaanes II foi designado à tenência real. Vemir-Sapor morreu em 442, após uma administração considerada justa e liberal, na qual conseguiu manter a ordem sem ferir o sentimento nacional de frente. Vasaces I substituiu-o como marzobã. Vararanes permitiu a manutenção do cristianismo, enquanto procurava acabar com a influência do Império Bizantino sobre a Igreja da Armênia ao anexá-la à Igreja do Oriente. Contudo, seu filho e sucessor, Isdigerdes II (r. 438–457), era um pietista masdeísta e se comprometeu a impor o masdeísmo na Armênia.

## Vida

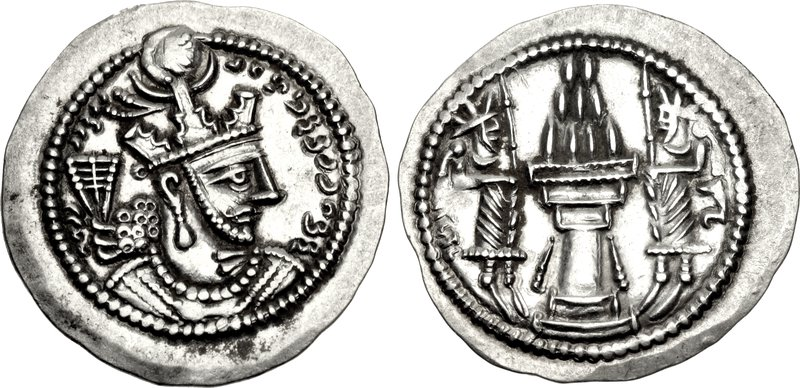
Dracma de r.

A parentela de Muxe é desconhecida, exceto que pertencia à família Dimacísio e que era o príncipe sênior (naapetes) de seu clã. Em 450, quando Vardanes II liderou uma grande revolta contra a autoridade de Isdigerdes II, esteve entre os nobres que apoiaram a causa rebelde. Na Batalha de Calcal de 450, foi colocado ao lado de Arsabero II no comando da primeira divisão do exército, situada à direita. Segundo Lázaro de Farpe, Arsabero e Muxe foram os primeiros a chegar ao local da batalha. No entanto, por desconhecimento da geografia da região, caíram num pântano espesso e começaram a afundar. Muxe foi atacado pelo oficial iraniano Seboctes Nicoragã, que o matou. Num relato ligeiramente diferente, Eliseu, o Armênio afirmou que os armênios conseguiram repelir as tropas iranianas, mas parte dos inimigos, por possuírem sangue real, resistiram e mataram Muxe.